# JAMA Ophthalmology
JAMA Ophthalmology (in precedenza Archives of Ophthalmology) è una rivista medica mensile sottoposta a revisione paritaria e ad accesso aperto ibrido, che tratta tutti gli aspetti dell'oftalmologia.
Il caporedattore è Neil M. Bressler (Johns Hopkins School of Medicine).
È pubblicata dall'American Medical Association alla quale è affiliata dal 1929.

## Storia
La rivista fu fondata a New York nel 1869 col nome di Archives of Ophthalmology and Otology, con una versione simultanea in lingua tedesca pubblicata a Karlsruhe, in Germania, col titolo di Archiv für Augen- und Ohrenheilkunde; a volte gli articoli erano leggermente diversi.
I redattori erano Hermann Knapp (New York), che praticava sia l'oftalmologia che l'otologia, con maggiore enfasi sulla prima, e l'otologo Salomon Moos (Heidelberg).  La rivista ha ottenuto il nome attuale nel 2013.

## Storia del titolo
| Titolo                                | Anno      | ISSN      |
| ------------------------------------- | --------- | --------- |
| JAMA Ophthalmology                    | 2013-     | 2168-6173 |
| Archives of Ophthalmology (1960)      | 1960-2012 | 0003-9950 |
| A.M.A. Archives of Ophthalmology      | 1950-1960 | 0096-6339 |
| Archives of Ophthalmology (1929)      | 1929-1950 | 0096-0326 |
| Archives of Ophthalmology and Otology | 1869-1928 | 0092-5624 |

## Indicizzazione
Gli abstract e gli articoli sono indicizzati da:
- BIOSIS Previews[7]
- Current Contents/Clinical Medicine[7]
- Current Contents/Life Sciences[7]
- Index Medicus/MEDLINE/PubMed[5]
- Science Citation Index[7]
- Scopus[8]

Secondo il Journal Citation Reports, nel 2021 la rivista ha avuto un fattore di impatto di 8,253, collocandosi al 3° posto fra altre 61 nella categoria oftalmologica.
Al 2025 l'indice H è stato pari a 68 e quello a 5 anni è stato di 96, posizionando la rivista al quarto posto nella categoria oftalmologica e optometrica di Google Scholar.